# Rjavoglavi srakoper
Rjavoglavi srakoper (znanstveno ime Lanius senator) je ptič pevec iz družine srakoperjev (Laniidae). Zraste med 16 in 18 cm v dolžino in sodi med manjše predstavnike družine. Značilna za to vrsto je kostanjevo rjava obarvanost vrha glave in hrbtnega dela vratu samcev, po čemer je dobil tudi ime. Prsi in trebuh so pri samcu svetlo rožnato-rjava, grlo pa belo. Čez oči ima široko črno progo, ki spominja na roparsko krinko. Rep je črn, pri bazi ob straneh z belim vzorcem, podobnim tistim pri kupčarjih. Hrbet je črn, peruti pa črnobele. Odrasle samice so nekoliko svetlejše od samcev - imajo svetlejšo rjavo obarvanost glave in repa ter siv hrbet, prav tako je siva očesna proga, ki ima lahko svetlejši vzorec. Po trebuhu in prsih so umazano bele barve z grahastim vzorcem. Enoletni mladiči imajo belo-rjav grahast vzorec po vsem telesu.

## Življenjski prostor in razširjenost
Gnezdi v kulturni krajini - logih in gajih s travniki, redkimi drevesi in obdelanimi površinami, najraje v bližini sadovnjakov, kjer lovi svoj plen - žuželke.
Je izrazito toploljubna vrsta; razširjen je v južni Evropi, kjer je čutiti vpliv sredozemlja - na Apeninskem in Iberskem polotoku, južni Franciji ter na jugu Balkana. Poleg tega gnezdi tudi na bližnjem vzhodu in skrajnem severu Afrike. Je selivka, zimo preživi v tropskem delu Afrike južno od Sahare. V Sloveniji izginja in je njegov status gnezdilca že vprašljiv. Pojavlja se le na skrajnem jugu obalne regije.